# 林杞埔事件
林杞埔事件，又稱頂林事件，為1912年3月發生於日治台灣南投廳林杞埔地區（今南投縣竹山鎮）的武裝衝突事件。

## 事件過程概要
台灣總督府把嘉義、林杞埔（今南投竹山）、斗六等15,000甲的竹林劃歸為「模範竹林」，強行收歸為國有地，並由日本三菱造紙株式會社掌握所有權，供其使用經營，且不准附近居民隨意進入，導致原依靠山林生活的20,000餘名竹農與地主的生計陷入困境，當地人對政府普遍不滿。佛教在家居士劉乾在山中開設神壇，由於長期受到總督府警察欺壓，加上對神通護持的信仰，煽動信徒進行抗日行動。
1912年3月23日清晨，劉賜、蕭知一行人攻擊位在林杞埔地區頂林派出所（位於今竹山鎮頂林里），殺害日本人巡查2名及臺灣人巡查補1名。數日後遭總督府警察逮捕，劉乾被檢警認定為首謀，林啟禎等十餘人為事件參與者，1人逃亡中被槍斃，劉乾、林啟禎等8人被判死刑，1人判無期徒刑，3人判有期徒刑，僅存1人獲判無罪釋放。

## 事件爆發前
19世紀末，日本剛佔領台灣之際，台灣總督府為了維持軍政及多方面的開支需求，每年有高達七百萬元的經費補助必須仰賴日本政府，而當時日本國內其實大多人反對政府花這麼多心力培植台灣。在這樣的輿論底下，時任台灣總督的兒玉源太郎與民政長官後藤新平，則決定藉由大力勸導日本財閥來台投資，以解救總督府於台灣統治經費匱乏的窘境。另一方面，在三菱計劃向台投入造紙業時，又適逢日俄戰爭的結束，此時的日本國內經濟逐漸復甦、並朝向欣欣向榮之際，再加上日本資本主義的對外膨脹、與台灣總督府的殖民政策得以密切配合等情況下，都使得眾多日本企業家紛紛前往台灣投資，而三菱財閥更是首居其位。

### 三菱造紙廠的設立
1898年，日本三菱創立了「三菱製紙公司」，當時造紙的原料大多以布屑與稻草為主。爾後隨著木漿的使用遞增，再加上木漿製紙的原料來源大多被國內的「王子製紙」與「富士製紙」所壟斷，因此三菱若想要尋求木漿原料，便只能向國外進口。為了降低木漿材料所造成的成本增加，三菱積極尋找另一項替代原料，也就是—竹漿。

### 簽訂採伐合約書
1908年二月，三菱派專人前往台灣考察後，發現台灣的嘉義廳、斗六廳，以及阿里山西側等地區，皆為備具潛力的竹林開發地，而其中最適合創辦竹漿事業的地方，又屬斗六廳下的清水溪流域之勞水坑（今竹山鎮瑞竹）最佳，最終在此地設置了「三菱台灣竹林事務所」。八月，三菱公司向台灣總督府正式申請後，於三個月後訂立了合約書。然而，台灣當地的竹林業主不但沒有參與合約書的簽訂過程，甚至被總督府以恐嚇、欺瞞、毆打等方式，強迫業主們簽下合約，並拋棄竹林主權。

### 消失的三菱字樣
在嘉義、林杞埔（今南投竹山）、斗六等地的竹林被劃歸為「模範竹林」後，總督府便在竹林設立「台灣總督府模範竹林」牌，以及辦事處「勞水坑竹林事務所」方便統一管理，但是這些名號卻不曾出現「三菱」的字樣，只因為台灣總督府為了維護三菱於台灣的品牌形象和當地居民的觀感，而選擇在初期隱瞞台灣業主。直到1910年三菱正式辦理竹林業務，並將名稱改為「三菱台灣竹林事務所」時，業主才發現被欺騙的事實。除此之外，當年毆打脅迫他們簽下合約的警官，現在反而是三菱公司旗下的職員，這也諷刺地顯示出，台灣總督府與日本資本家之間確實存在著互相給予協助的證據。

### 業主們聯署陳情
真相暴露後，憤怒的業主們遂推選廖振發、陳玉奎、張陳元、林玉明等人為代表前往南投廳，要求其將竹林歸還，但眾人的請求不但沒被採納，陳玉奎與張陳元甚至受到短期拘押。這樣的舉動更激起群眾不服，再次派兩人北上並直接向台灣總督府陳情，卻仍以失敗告終。事後總督府與三菱公司雖然開出讓步條約和給出少許撫恤金，不只無法給予業主實質的補償，條約裡更存在著眾多限制與剝削，自此雙方便埋下了衝突的導火線。

## 事件爆發
頂林事件的領導人劉乾為南投廳羌仔寮庄（今鹿谷）人，平常以算命、占卜為業，並篤信觀音。劉乾的另一同黨林啟禎，別名林慶興，南投廳大抗庄人，平時耕農之餘也以製造竹紙為副業。而林啟禎也是被傳喚到頂林派出所簽下合約的其中一人，起初他拒絕蓋章，卻被一位名叫川島與市的日本警察毆打，再加上他先前在竹林砍伐時，也遭警官屈辱掌頰，因而興起報復之心。劉乾則是表示他曾受到東埔蚋（今竹山鎮延平里）國聖爺指示，要他「誓殺在台日人，自立為王，救民於水火。」，因此便和信徒林啟禎、劉賜、蕭知、蕭溪、黃邱、張祿、楊振等人襲擊頂林派出所，並殺戮日警飯田佐一、川田與市，以及陳霖仔以洩憤。事後，劉乾與林啟禎雙雙被逮捕，總督府為了以儆效尤，選擇在林杞埔開設「臨時法院」審判此案，並迅速就地正法，以結束此事件。

## 注解
1. ↑  林杞是位人名，至今存在多種寫法：林杞、林屺、林圮、林驥，但無從考證何種是真名。來源取自《社寮三百年開發史》林文龍 社寮文教基金會 1994年
2. ↑  梁華璜. . 成功大學歷史學報. 1978, 第五號 (第五期): 253頁~254頁.